# Danziger gulden
De Danziger gulden was de munteenheid van de voormalige vrije stad Danzig (1920-1939). Er waren munten van 1, 2, 5, 10 en 20 pfennig en 25, 10, 5, 2, 1, en 1/2 gulden. Biljetten waren er in 1, 10, 20, 25, 50, 100, 500, en 1000 gulden.

## Geschiedenis
Na de Eerste Wereldoorlog werd Danzig (Gdańsk) een onafhankelijke staat. Om die onafhankelijkheid ten opzichte van zowel Polen als Duitsland te versterken, werd er gekozen voor een eigen munteenheid: de Danziger gulden.
Omdat zelf munten slaan geen optie was, werd uitgeweken naar Duitsland en Nederland. Met tussenkomst van het bankiershuis van Mendelssohn & Co. kreeg 's Rijksmunt in Utrecht de opdracht tot het leveren van de zilveren munten van 5, 2, 1 en een halve gulden. Voor 's Rijks Munt was dit de eerste buitenlandse opdracht. Met goedkeuring bij Koninklijk Besluit (13 november 1923) kon Muntmeester Dr. C. Hoitsema een aanvang maken met de productie. In totaal moesten er onder meer 3.500.000 guldens geslagen worden. In aanvulling op de opdracht van 3.500.000 guldens zijn nog eens 530 stuks met gepolijste stempels op gepolijste muntplaatjes geslagen.
Tot de invoering van de gulden op 1 november 1923 gebruikte Danzig nog de Duitse mark, die op dat moment door hyperinflatie sterk was uitgehold. Ter vergelijking: op 31 oktober 1923 kostte het frankeren van een brief tot 20 gram ter bezorging binnen het gebied van de vrije stad Danzig nog 1.000.000.000 mark, op 1 november 1923 nog maar 20 (Danziger) Pfennig.